# Saint-Bauzille-de-Montmel
Saint-Bauzille-de-Montmel är en kommun i departementet Hérault i regionen Occitanien i södra Frankrike. Kommunen ligger i kantonen Les Matelles som tillhör arrondissementet Montpellier. År 2022 hade Saint-Bauzille-de-Montmel 1 212 invånare.

## Befolkningsutveckling
Antalet invånare i kommunen Saint-Bauzille-de-Montmel
Referens:INSEE